# Garaeus purpurascens
Garaeus purpurascens är en fjärilsart som beskrevs av James John Joicey och Talbot 1917. Garaeus purpurascens ingår i släktet Garaeus och familjen mätare. Inga underarter finns listade i Catalogue of Life.